# Корнилюк, Юлия Сергеевна
Юлия Сергеевна Корнилюк (28 декабря 1987, Белово, Кемеровская область) — российская биатлонистка, чемпионка и призёр чемпионатов России по биатлону и летнему биатлону, призёр юниорского чемпионата мира. Мастер спорта России.

## Биография
Занималась биатлоном в ДЮСШ г. Упорово. Представляла Центр спортивной подготовки Тюменской области, тренеры — Тренеры — Леонид Александрович Гурьев, Е. А. Пылев.
На чемпионате мира среди юниоров 2008 года завоевала бронзовые награды в эстафете и была 20-й в индивидуальной гонке. В том же сезоне принимала участие в гонках юниорского Кубка IBU.
Неоднократно становилась чемпионкой и призёром чемпионатов России, в том числе выигрывала золото в 2010 году в суперпасьюте и патрульной гонке, была серебряным призёром в 2009 и 2010 годах в эстафете, в 2010 году в командной гонке, в 2011 году в суперспринте. В 2010 году завоевала бронзу в суперспринте. В летнем биатлоне стала серебряным призёром в эстафете в 2010 году.
Завершила спортивную карьеру в 2011 году.
Окончила Тюменский государственный нефтегазовый университет.